# Batumöngke Dayan Khan
Batumöngke Dayan Khan (mongolo: Батмөнх Даян хаан; 1464 – 1543) fu un khan mongolo che riunì i Mongoli sotto la supremazia gengiside nella dinastia degli Yuan settentrionali della Mongolia.
Il suo titolo di regno, "Dayan", significa il "Grande Yuan" (大元), in quanto salì al trono come Gran Khan dei Grandi Yuan, benché la dinastia Yuan, il principale khanato dell'Impero mongolo, fosse già stato rovesciato dalla dinastia Ming in Cina un secolo prima (1368). È ricordato come uno dei più gloriosi imperatori mongoli.
Dayan Khan e la sua regina, Mandukhai, eliminarono il potere oirato e abolirono il sistema taishi usato dai signori della guerra sia locali che stranieri. La vittoria di Dayan Khan a Dalan Tergin riunificò i Mongoli e consolidò la loro identità collettiva come popolo gengiside. La sua decisione di dividere i sei tumen della Mongolia orientale come feudi per i suoi figli creò un governo Borjigin sulla Mongolia, decentrato ma stabile, per un secolo.